# 멜리사 P.
멜리사 P.(Melissa P.)은 미국에서 제작된 루카 구아다그니노 감독의 2005년 영화이다. 클라우디오 아멘돌라 등이 제작에 참여하였다.

## 출연
- 피에르 지오르지오 벨록치오
- 제랄딘 채플린
- 엘리오 게르마노
- 마르첼로 마자렐라
- 닐로 뮈어
- 프리모 레지아니
- 클라우디오 산타마리아
- 피터 쉐퍼드
- 마리아 발베르드

## 제작진
- Line PD: 지아루카 레우리니
- 의상: 안토넬라 칸나로지
- 배역: 파비올라 반지